# エリー湖の湖上戦
エリー湖の湖上戦（エリーこのこじょうせん、英:Battle of Lake ErieまたはBattle of Put-in-Bay）は、米英戦争中の1813年9月10日、エリー湖のオハイオ州湖岸プット・イン・ベイ近くで戦われた水上戦である。アメリカ海軍の9隻の艦艇がイギリス海軍の6隻の艦艇を打ち破り捕獲した。この結果、米英戦争の残り期間、エリー湖の制水権を確保し、一方でデトロイト砦の支配を回復し、テムズの戦いにも勝利してテカムセのインディアン同盟を消滅させた。

## 背景

### 1812年
米英戦争が勃発したとき、イギリス軍は直ぐにエリー湖の制水権を掌握した。イギリス軍は植民地の海軍によって管理される小さな船隊を持っており、海戦のためというよりも輸送のために使っていた。対するアメリカ軍はこれに対抗できるものがなかった。イギリス軍のアイザック・ブロック少将はこの優位性を利用して、デトロイトの包囲戦でアメリカ軍を下した。
デトロイト砦が陥落したとき、アメリカ海軍が唯一所有していたブリッグ船アダムズも失うことになった。イギリス軍はこの船をHMSデトロイトと改名した。1812年10月9日、ジェス・エリオットが指揮するアメリカ軍の水兵と海兵がエリー砦の近くでHMSデトロイトに乗り移り、ブリッグ船カレドニアと共に捕獲した。デトロイトはナイアガラ川の中州にある島で座礁し、再度捕獲されることを避けるために燃やされた。カレドニアはブラック・ロックの海軍造船所に曳航され、アメリカ海軍の艦船として就役した。カレドニアとその他に購入されたスクーナー船は砲艇に改装されたが、ナイアガラ川を見下ろすエリー砦の大砲に睨まれているため、ブラック・ロックに釘付けにされた。

### 1813年
1813年1月、アメリカ軍は2隻のブリッグ艤装コルベットと数隻の他種艦艇の建造をプレスク・アイルで始めた（プレスク・アイルは現在のエリー市にあり、フランス語で半島の意味、文字通り読めば「島と同様」である）。オリバー・ハザード・ペリー海軍大佐がこれより少し前にエリー湖の指揮官に指名されており、3月の末にプレスク・アイルに到着した。ペリーはプレスク・アイルの防御の手配をし、オンタリオ湖に行ってそこのアメリカ艦隊の指揮官であったアイザック・チョウンシー海軍准将から水兵を借りた。ペリーはアメリカ軍のスクーナーと砲艇でジョージ砦の戦いを指揮し、5月末にイギリス軍がエリー砦を放棄していたので、アメリカの艦船が自由に動けるようになったブラック・ロックに行った。ペリーは続いて船隊と共にナイアガラに向かい、数日間活発な作戦行動を起こった後に、プレスク・アイルの湖岸に戻った。
一方、イギリス海軍のロバート・ヘリオット・バークレイ中佐はエリー湖のイギリス船隊の指揮官に任命された。バークレイはアマーストバーグへの陸路を退屈な旅を強いられ、6月10日にやっと到着した。同行したのは一握りの士官と水兵のみであった。それにも拘わらず、バークレイは2隻の艦船で出港した。まずプレスク・アイルでペリーの基地を観察し、2,000名の民兵、大砲および堡塁で守られていることが分かった。続いてエリー湖の東端に向かい、ブラック・ロックから向かっているアメリカの艦船の動きを阻止しようとした。しかし霞が掛かっており、見落としてしまった。
7月から8月に掛けては、アマーストバーグでコルベット艦HMSデトロイトの完成を急ぎ、船隊戦力の増強を図った。バークレイは、オンタリオ湖で指揮を執っているジェイムズ・ルーカス・ヨー准将に対して、繰り返し兵士と物資を送ってくれるように依頼したが、送られてきたものはわずかであった。デトロイトの前線でイギリス陸軍を指揮するヘンリー・プロクター少将は、増援が無ければプレスク・アイルを攻撃しないと言って寄越し、挙げ句にステファンソン砦の戦いでは大きな損失を被ってしまった。
バークレイはプレスク・アイルの封鎖を続けていたが、物資の不足と悪天候のために7月29日に解除しなければならなくなった。バークレイが4日後に戻ってきてみると、港の入り口とは砂州を隔てた向こう側にペリーがその船隊の大半を率いて活動中であった。これは疲れる仕事であった。全ての舟艇から大砲を取り外し、その大半を「キャメル」（バラストを空にしたバージやはしけ）の間に上げなければならなかった。ペリーの2隻の大きなブリッグは戦闘の用意ができていなかったが、砲艇や小さなブリッグが自信ありげに戦列を形成していたので、バークレイはデトロイトの完成まで待つことにして引き上げた。
ペリーはその船隊の艤装を済ませ、大砲を搭載し終わると、湖を支配した。バークレイはアマーストバーグへ物資を運ぶことが出来なくなったので、その水兵、プロクターの軍隊および大部隊のインディアン戦士とその家族は直ぐに物資が不足するようになった。バークレイは再び出港してペリーと一戦を交えるしか選択肢が無くなった。

## 戦闘

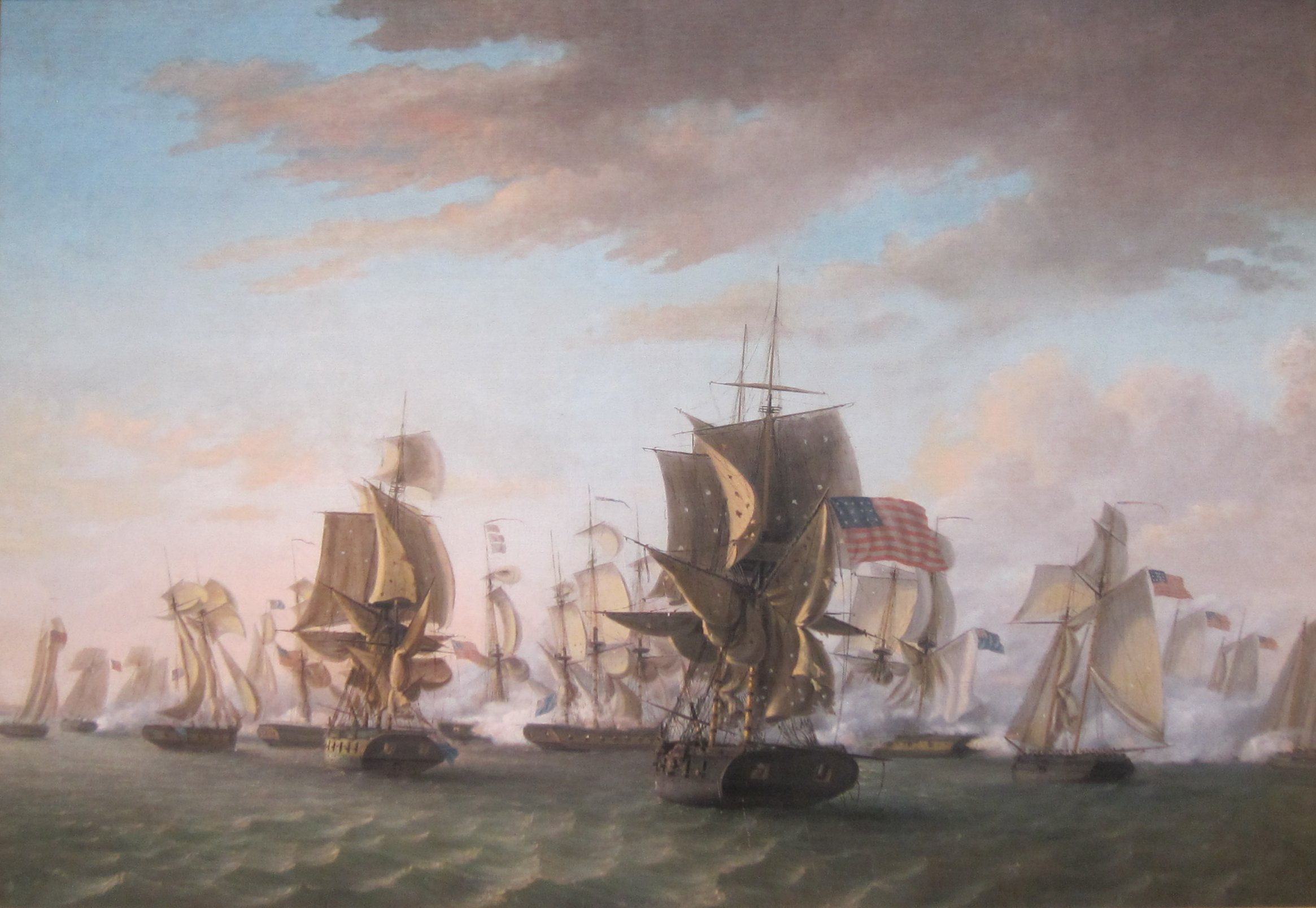
『エリー湖の戦いでのペリーの勝利』
(画)トーマス・バーチ (c.1814)

両軍の船隊は9月10日に、オハイオ州沖のプット・イン・ベイ近くで会した。風は微風であった。バークレイは先ず風上に立ったが、風向きが変わり、ペリー船隊が接近して攻撃を仕掛けてきた。ペリーは、その2隻の大きなブリッグ、旗艦のUSSローレンスとUSSナイアガラが素早くカロネード砲の射程内に入ることを期待した。しかしエリオット船長のナイアガラは動きが遅く間に合わなかった（操船に不慣れなカレドニアに邪魔された可能性がある）ので、ローレンス単独で3隻のイギリス船と向き合うことになった。このことは、その後長い間議論のタネになってきた。
アメリカ軍の砲艇は遠距離からイギリス船にむかって確実に砲撃を続けていたが、ローレンスは結果的にひどく破壊された。乗組員の5分の4が戦死または負傷した。両船隊ともに軍医が熱病に罹っていたので、負傷者は助手の手当を受けた。ペリーは旗艦を変えることにした。激しい砲火の下をボートで半マイル (1 km)漕ぎ渡り、ナイアガラに移った。ローレンスは敵の手に渡った。
ナイアガラに乗り移ったペリーは、エリオットを派遣して砲艇を接近させるように伝えさせ、ペリー自身はバークレイの損傷した艦船に対する攻撃にナイアガラを向かわせた。ナイアガラの舷側の大砲がバークレイ船隊を損傷させた。デトロイトは別のイギリス艦船クィーン・シャーロットと衝突し、両船ともに航行不能になったうえに指揮官が戦死または負傷しており、降伏した。小さなイギリスの砲艇が逃げようとしたが、捕まえられやはり降伏した。
ペリーはナイアガラで戦闘に勝ったが、再奪取したローレンスの甲板でイギリス軍の降伏を受け、イギリス軍の兵士がアメリカ軍の被ったひどい代償を見ておくようにさせた。

## 結果
両軍とも100名以上の損失があった。艦艇は投錨されウエスト・シスター・アイランド近くで急速に修繕を行った。ペリーは北西部陸軍司令官のウィリアム・ハリソンに宛てて、現在でも有名な伝言を送った。古い封筒の裏に鉛筆で書かれた伝言は以下の通りである。

将軍閣下
我々は敵と遭遇し、全てを捕獲した。2隻のシップ、2隻のブリッグ、スクーナーとスループが1隻ずつである。
大きな尊敬を込めて、足下
O.H. ペリー

次にペリーは海軍長官のウィリアム・ジョーンズに宛てて次の伝言を送った。

ウエスト・シスター沖のブリッグ船ナイアガラより 
エリー湖、9月10日午後4時
拝啓　この湖上の敵に対する目覚ましい勝利をアメリカ軍にもたらしたのは大きな喜びです。2隻のシップ、2隻のブリッグ、スクーナーとスループが1隻ずつのイギリス船隊が、激しい戦闘の後で私の指揮する船隊に降伏しました。
私は麾下の忠実な僕であることを誇りに感じております。
O. H. ペリー

ペリーは船隊の応急修理を終えると、2,500名のアメリカ兵を海路デトロイトに送り、一方でハリソンは1,000名の騎馬兵で陸路を移動した。プロクター指揮下のイギリス軍はデトロイトとアマーストバーグを放棄し、撤退を開始した。ハリソンの部隊がプロクター隊に追いつき、テムズの戦いも決定的な勝利に結びつけた。この時にテカムセが戦死した。
アメリカ軍は米英戦争の残り期間、エリー湖を支配し続けた。このことが、1814年のナイアガラ半島でのアメリカ軍の成功に貢献し、ミシガン州、オハイオ州、ペンシルベニア州およびニューヨーク州西部におけるイギリス軍からの脅威を取り去った。

## その後
米英戦争終了後、アメリカ海軍はエリー湖のミザリー湾でローレンスとナイアガラを意図的に沈めた。湖上戦で受けた損傷が殊の外激しく、修繕に耐えなかったからである。1875年、ローレンスは引き上げられ、フィラデルフィアに移動して、独立100周年展示会で展示された。その年遅く、ローレンスを収容していたパビリオンが失火し、ローレンスも灰燼に帰した。ナイアガラは1913年に引き上げられ修復されたが、そのまま放置された。最終的にナイアガラは解体され、その部品が新しく建造されたナイアガラに使われ、現在でもペンシルベニア州エリー市で見ることができる。
プット・イン・ベイの「ペリーの勝利および国際平和記念」公園の中にあるペリーの記念碑は、この戦闘で戦った兵士を記念している。
戦後、ペリーとエリオットの間で、戦闘中に果たしたそれぞれの役割について激しい口論が起こり、印刷物でも争われた。イギリス軍のバークレイは軍法会議で無罪とされたが、傷の具合が思わしくなく、数年間は軍務に戻れなかった。
エリー湖の湖上戦は、海軍兵学校の教授クレイグ・L・サイモンズが著した「海上での決断」（2005年）の中で5つのアメリカ海軍海戦の一つに挙げられている。他の4つは、ハンプトンローズ海戦（1862年）、マニラ湾の海戦（1898年）、ミッドウェー海戦（1942年）およびプレイング・マンティス作戦（1988年）である。

## アメリカ海軍勝利の要因
ほとんどの歴史家は、セオドア・ルーズベルトが言及しているように「優れた重金属」をアメリカ海軍勝利の要因としている。ペリー船隊の大砲はチェサピーク湾の鋳造所で製造されたものであり、大変な困難さの中でプレスク・アイルまで運ばれたが、他の材料や艤装は当時製造業の中心として発展しつつあったピッツバーグから得ることができた。対照的に、バークレイ船隊の大砲や物資はセントローレンス川を遡りオンタリオ湖とエリー湖を通って運ばれねばならなかった。1813年早くにアメリカ軍がオンタリオ湖を支配しナイアガラ半島を占領していたので、バークレイへの物資はトロントから陸路を経て運ぶ必要があった。ヨークの戦いでのアメリカ軍の勝利は、「デトロイト」のための大砲がアメリカ軍の手に落ちたことを意味していた。デトロイトはアマーストバーグの防御に使われているものの中から寄せ集めの物資で完成するしかなかった。その大砲にはフリントロック式着火機構もマッチも無かった。通気口に詰められた火薬に拳銃で撃って着火していたと言われる（それでも戦闘中には用を足した）。
2つの船隊の創出には重要な役割を果たした多くの人物がいた。1812年遅くにジェス・エリオットが行った「切り込み」はデトロイトの破壊とカレドニアの捕獲に繋がった。ダニアル・ドビンスは湖での水夫の経験が長く、艦船建造の起ち上げに関わって、エリー湖を建造場所に選ばせた。またエリー湖への物資の移動も監督した。ノア・ブラウンはエリー湖での建艦の中心となり、2隻の大きなブリッグ船を設計した（当時のブリッグ船USSホーネットに類似していた）。
イギリス側では、ウィリアム・ベルがエリー湖では最強となったデトロイトの建造に関わった。しかし、ベルの完全主義もあってデトロイトの建造には時間が掛かった。実際に戦争中にエリー湖で作られた唯一の艦船となった。この期間にアメリカ軍は6隻の艦船を完工させており、この不釣り合いがもう一つの重要な要因となった（バークレイがより多くの艦船を得たとしても、それに見合う武器も水夫も得られなかったという議論もある）。
両軍の乗組員は、職業的水夫に湖の船乗り、ボート乗りあるいは運び屋が混在していた。ハリソン隊の志願兵がアメリカ軍の乗組員となっており、バークレイはプロクターの連隊から兵士を幾らか借りた。
湖上戦そのものは接近戦であった。風の利点を生かせなかったのでペリーの優勢な船隊は接近戦に持込み、その結果、ペリーの旗艦は複数の敵と戦うことになった。引き分けの可能性もあったが、イギリス軍の完勝はあり得なかった。戦闘の初期段階で戦いに加われなかったアメリカ船隊の一部が、後に損傷を受け乗組員が疲れ切ったイギリス船に打ち勝つことができた。

## 交戦した艦船
戦列順に表示
| 船籍         | 艦名                   | 型         | 排水量  | 乗組員数 | 武装 | 備考                                  |
| ------------ | ---------------------- | ---------- | ------- | -------- | --- | ------------------------------------- |
| アメリカ海軍 | スコーピオン           | スクーナー | 86トン  | 35名     | 32ポンド長砲1門 32ポンドカロネード砲1門                                                                                 | 長砲は取り外された（過積載）          |
| 〃           | アリエル               | スクーナー | 112トン | 36名     | 12ポンド長砲4門 | 1門は爆発（過積載）                   |
| 〃           | ローレンス             | ブリッグ   | 480トン | 136名    | 12ポンド長砲2門 32ポンドカロネード砲18門                                                                                | ペリーの旗艦 降伏後、再奪取           |
| 〃           | カレドニア             | ブリッグ   | 180トン | 53名     | 24ポンド長砲2門 32ポンドカロネード砲1門                                                                                 | 1812年10月9日にイギリス軍から捕獲     |
| 〃           | ナイアガラ             | ブリッグ   | 480トン | 155名    | 12ポンド長砲2門 32ポンドカロネード砲18門                                                                                | ジェス・エリオット指揮                |
| 〃           | サマーズ               | スクーナー | 94トン  | 30名     | 24ポンド長砲1門 32ポンドカロネード砲1門                                                                                 |                                       |
| 〃           | ポーキュパイン         | スクーナー | 83トン  | 25名     | 32ポンド長砲1門 |                                       |
| 〃           | タイグレス             | スクーナー | 82トン  | 35名     | 32ポンド長砲1門 |                                       |
| 〃           | トリップ               | スループ   | 60トン  | 35名     | 24ポンド長砲1門 |                                       |
|              |                        |            |         |          | |                                       |
| イギリス海軍 | チップウェイ           | スクーナー | 70トン  | 15名     | 9ポンド長砲1門 | 捕獲された                            |
| 〃           | デトロイト             | シップ     | 490トン | 150名    | 18ポンド長砲1門(旋回台l) 24ポンド長砲2門 12ポンド長砲6門 9ポンド長砲8門 24ポンドカロネード砲1門 18ポンドカロネード砲1門 | バークレイの旗艦 捕獲された           |
| 〃           | ハンター               | ブリッグ   | 180トン | 45名     | 6ポンド長砲4門 4ポンド長砲2門 2ポンド長砲2門 12ポンドカロネード砲2門                                                    | 捕獲された                            |
| 〃           | クィーン・シャーロット | シップ     | 400トン | 126名    | 12ポンド長砲1門 9ポンド長砲2門 24ポンドカロネード砲12門                                                                 | ロバート・フィニス中佐指揮 捕獲された |
| 〃           | レディ・プレボスト     | ブリッグ   | 230トン | 86名     | 9ポンド長砲1門 6ポンド長砲2門 12ポンドカロネード砲10門                                                                  | 捕獲された (舵喪失)                   |
| 〃           | リトル・ベルト         | スループ   | 90トン  | 18名     | 12ポンド長砲1門 6ポンド長砲2門                                                                                          | 捕獲された                            |